# Angelokastro (Corfú)

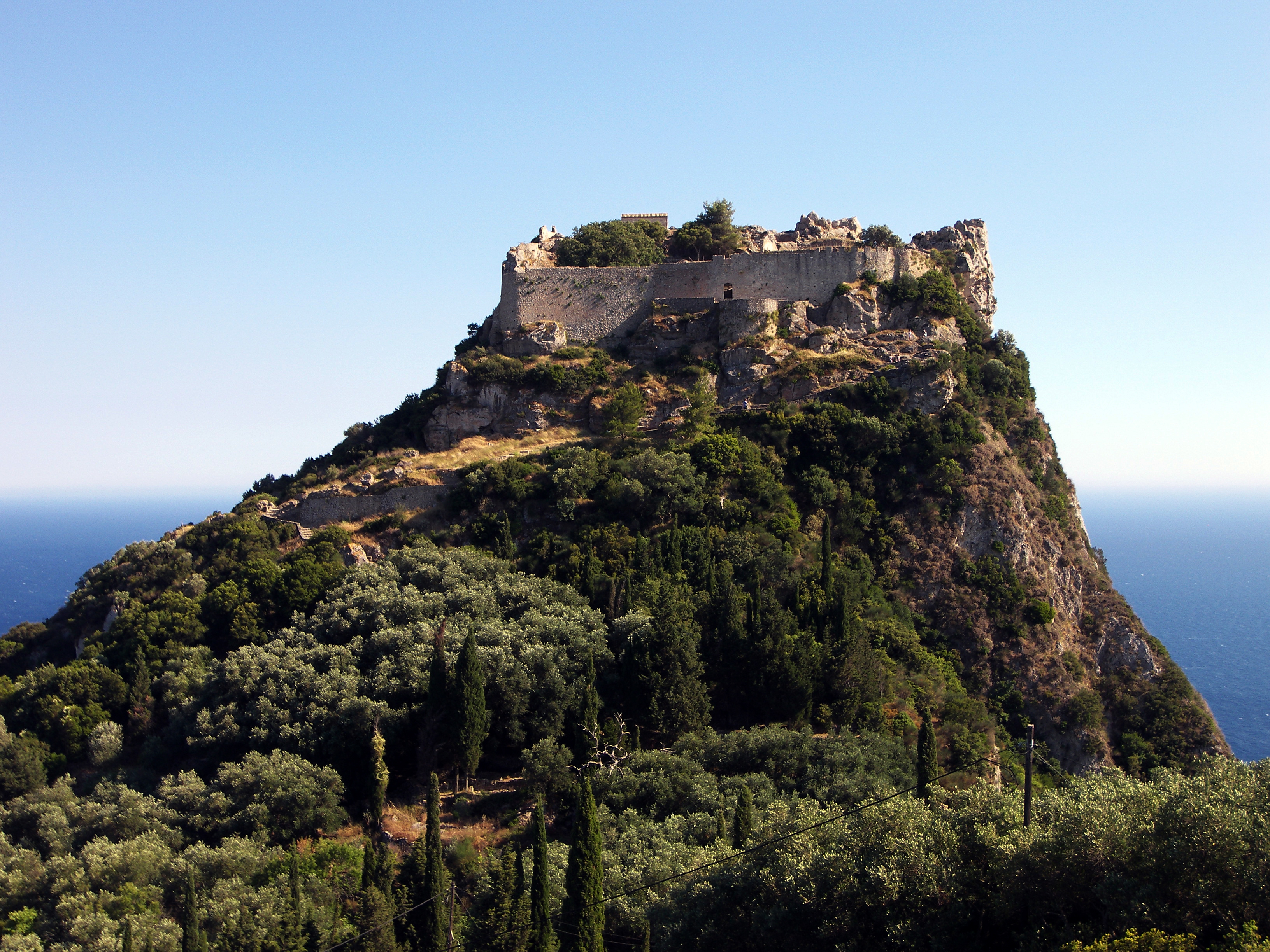
Vista de la fortaleza desde el pueblo de Krini.

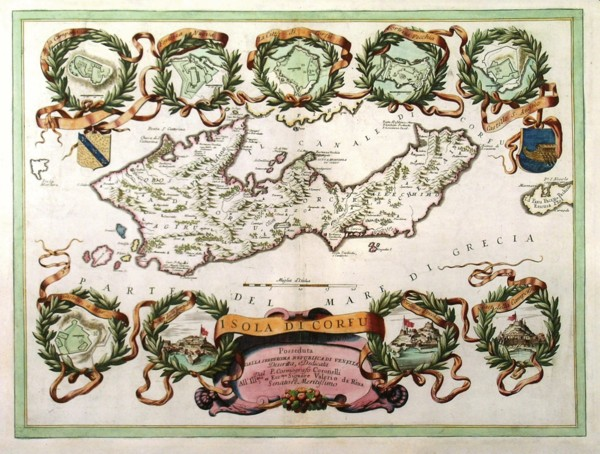
Mapa veneciano de la Isola di Corfu: posseduta dalla Serenissima Republica di Venetia (ca. 1690). Angelokastro figura como "Castello S. Angelo".

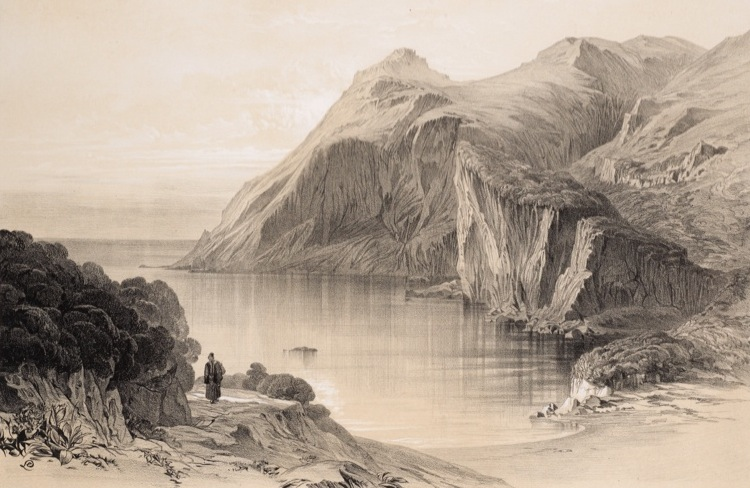
Castel Sant Angelo, grabado de Edward Lear.

Angelokastro (en el idioma griego: Αγγελόκαστρο (castillo de Angelos o castillo del Ángel); en el idioma véneto: Castel Sant'Angelo; en latín: Castrum Sancti Angeli) es un castillo bizantino en la isla de Corfú, Grecia. Está construido sobre un alcantillado a unos 330 m s. n. m. en la costa noroeste de la isla, cerca del pueblo de Palaiokastritsa.
Formaba parte, junto con el castillo de Gardiki (también bizantino), al sur de la isla, y el castillo de Kassiopi, al noreste, de un triángulo defensivo de la isla.
A partir del 1387 y hasta finales del siglo XVI, Angelokastro fue la capital de la isla y sede del Provveditore Generale del Levante, el gobernador de las islas Jónicas.

## Historia

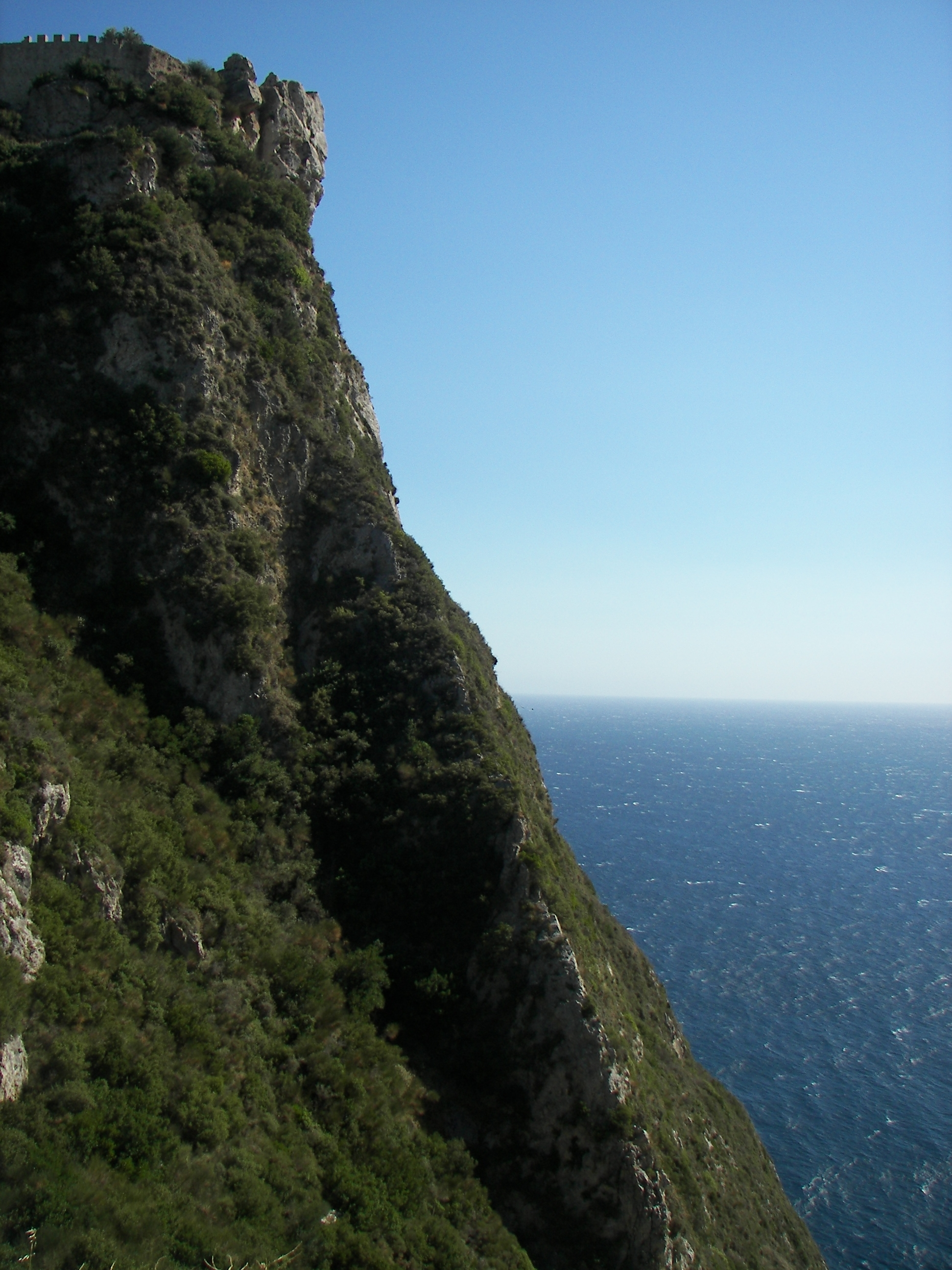
Vista de la cara norte del castillo.

Aunque se desconoce con exactitud cuándo se construyó el castillo, se piensa que data del reinado de Manuel I Comneno –que reinó desde 1143 a 1180–, o por Miguel I Comneno Ducas, también conocido como Miguel I Angelos, el Déspota de Epirus, y quien conquistó a Corfú en 1214.
Se supone, asimismo, que su construcción se debe a la necesidad de proteger a la isla de los piratas genoveses.
En 1403, un ejército de 10 000 mercenarios de Génova, comandados por Boucicault, de camino a unirse a las cruzadas, asediaron al castillo durante un año, sin lograr su conquista.